# رينيه فاي
رينيه فاي (بالفرنسية: René Faye)‏ مواليد 20 ديسمبر 1923 في فرنسا - الوفاة 8 يناير 1994 في فرنسا، كان دراج فرنسي. سبق أن شارك في دورة الألعاب الأولمبية الصيفية وفاز بميدالية أولمبية.

## الميداليات
| الميدالية | المسابقة                       |
| --------- | ------------------------------ |
| برونزية   | الألعاب الأولمبية الصيفية 1948 |

## روابط خارجية
- رينيه فاي على موقع أرشيف الدراجات (الإنجليزية)
- رينيه فاي على موقع اللجنة الأولمبية الدولية (الإنجليزية)
- رينيه فاي على موقع أوليمبيديا (الإنجليزية)